# تفسير القرآن الأدبي
تفسير القرآن الأدبي هو أن يقوم الدارس بدراسة النص القرآني، وتحليله على نحو ما يفعل في سائر النصوص الأدبية العالية، من منظوم ومنثور، دون الخروج من نطاق التفسير إلى نطاق الأدب؛ لأنه لا يستغنى عن قواعد التفسير.
وهذا اللون الأدبي من التفسير يعتبر عملًا جديدًا في التفسير، وابتكارا يرجع فضله إلى مفسري هذا العصر الحديث، لا سيما مدرسة الأستاذ الشيخ محمد عبده للتفسير.
وتتميز هذه المدرسة بأنها كشفت عن بلاغة علوم القرآن وإعجازه، وأوضحت معانيه ومراميه وأظهرت ما فيه من سنن الكون الأعظم، ووقفت بين القرآن وما أثبته العلم من النظريات الصحيحة.
ولكن يؤخذ عليها أنها أعطت لعقلها حرية واسعة؛ فتأولت بعض الحقائق الشرعية، وعدَلت بها عن الحقيقة إلى المجاز، وحمَّلت بعض ألفاظ القرآن من المعاني ما لم يكن معهودًا عند العرب في زمن نزول القرآن، وطعنت في بعض الأحاديث الصحيحة.

## مفهوم التفسير الأدبي
الأصل في منهج التفسير الأدبي أن يقدم الدارس على دراسة النص القرآني، وتحليله على نحو ما يفعل في سائر النصوص الأدبية العالية، من منظوم ومنثور- وإن كان لا سبيل إلى مقارنتها بالقرآن الكريم في إعجازه البياني- وليس في هذا ما يخرجنا من نطاق التفسير إلى نطاق الأدب من كل وجه؛ لأن التحليل الأدبي للقرآن لا يستغنى عن بعض قواعد التفسير، حتى لا يخطئ الدارس في فهم المعنى المراد، ويضيع عليه فهم المفردات والتراكيب ونواحي البيان...

## نشأة التفسير الأدبي
إن هذا اللون الأدبي من التفسير يعتبر عملًا جديدًا في التفسير، وابتكارًا يرجع فضله إلى مفسري هذا العصر الحديث، فإن الفضل في هذا اللون التفسيري يرجع إلى مدرسة الأستاذ الشيخ محمد عبده للتفسير. هذه المدرسة التي قام زعيمها ورجالها من بعده بمجهود كبير في تفسير كتاب الله تعالى، وهداية الناس إلى ما فيه من خير الدنيا والآخرة.

## مميزات مدرسة التفسير الأدبي
كشفت مدرسة التفسير الأدبي عن بلاغة علوم القرآن وإعجازه، وأوضحت معانيه ومراميه وأظهرت ما فيه من سنن الكون الأعظم، ووفقت بين القرآن وما أثبته العلم من نظريات صحيحة، وجلَّت للناس أن القرآن هو كتاب الله الخالد، الذي يستطيع أن يساير التطور الزمني والبشري، ودفعت ما ورد من شبه على القرآن، وفنّدت ما أثير حوله من شكوك وأوهام، كل هذا بأسلوب شيِّق جذَّاب يستهوي القارئ، ويستولي على قلبه، ويحبب إليه النظر في كتاب الله، ويرغبه في الوقوف عند معانيه وأسراره، ولم تشوه التفسير بالإسرائيليّات والروايات الخرافية المكذوبة, ولم تتطرق إلى الأحاديث الضعيفة والموضوعة.

## ما يؤخذ على التفسير الأدبي للقرآن
أنها أعطت لعقلها حرية واسعة ؛ فتأولت بعض الحقائق الشرعية وعدلت بها عن الحقيقة إلى المجاز أو التمثيل, وليس هناك ما يدعو لذلك إلا الاستبعاد والاستغراب، كما حمَّلت بعض ألفاظ القرآن من المعاني ما لم يكن معهودًا عند العرب في زمن نزول القرآن، وطعنت في بعض الأحاديث، تارة بالضعف، وتارة بالوضع، مع أنها أحاديث صحيحة رواها البخاري ومسلم.

## قواعد التفسير الأدبي للقرآن الكريم
أولًا: جمع الآيات ذات الموضوع الواحد بعضًا إلى بعض، وتدبرها جميعًا وتفسيرها كذلك.
ثانيًا: ترتيب آيات الموضوع الواحد ترتيبًا زمنيًّا حسب تاريخ نزولها.
ثالثا: دراسة خاصة حول النص، تقوم على تاريخه ونزوله وجمعه وكتابته وقراءته، ونحو ذلك من علوم القرآن.
رابعًا: دراسة عامة للبيئة التي نزل بها هذا النص، البيئة المادية في الأرض والسماء، والجبال والسهول والأودية، وبيئة معنوية في تاريخ هذه الأمة، ونُظُمها وأعرافها وعاداتها وتقاليدها.
خامسًا: دراسة النص القرآني في مفرداته؛ وذلك بدراسة استعمالات هذه المفردة لغويًّا، ودراسة استعمالها في القرآن الكريم في مواضع مختلفة، ومدلولها في كل موضع.
سادسًا: دراسة النص القرآني في معانيه المركبة، وذلك بالاستعانة بالعلوم الأدبية من نحو وبلاغة، على أن النحو أداة من أدوات بيان المعنى وتحديده، وعلى أن البلاغة هي النظرة الأدبية الفنية التي تتمثل الجمال القولي في الأسلوب القرآني، مع التأملات العميقة في التراكيب والأساليب القرآنية لمعرفة مزايا كل منها، ولمعرفة فنون القول القرآني وموضوعاته.

## أقسام التفسير الأدبي
إن المواضيع التي يتناولها التفسير الأدبي تنقسم إلى:
أولًا: التفسير البياني
يتحدث التفسير البياني عن البلاغة والفصاحة، وما يتعلق بتركيب القرآن ولغته، من حيث الحقيقة والمجاز، والتشبيهات والكنايات، والإيجاز والإطناب والتقديم والتأخير. ومن أشهر من صنف فيه في العصر الحديث: الأستاذة عائشة بنت عبد الرحمن المعروفة ببنت الشاطئ وكتابها "التفسير البياني للقرآن الكريم"
ثانيًا: التفسير الموضوعي
والمقصود به جمع الآيات القرآنية ذات الهدف الواحد، والتي اشتركت في موضوع واحد وترتيبها حسب نزولها ما أمكن، مع الوقوف على أسباب نزولها وتناولها بالشرح والبيان والتعليق والاستنباط، وإفرادها بالدرس المنهجي الموضوعي.
ثالثًا: التفسير النفسي
وهو تفسير يقوم على إدراك ما استخدمه القرآن من ظواهر نفسية، ونواميس روحية أدار عليها بيانه، مستدلًّا وهاديًا ومقنعًا ومجادلًا.

## أهمية المقال
يعد اللون الأدبي من التفسير عملًا جديدًا في التفسير، ويتميز بأنه كشف عن بلاغة علوم القرآن وإعجازه، وأوضح معانيه ومراميه وأظهر ما فيه من سنن الكون الأعظم، ووقف بين القرآن وما أثبته العلم من النظريات الصحيحة.